# Hipant

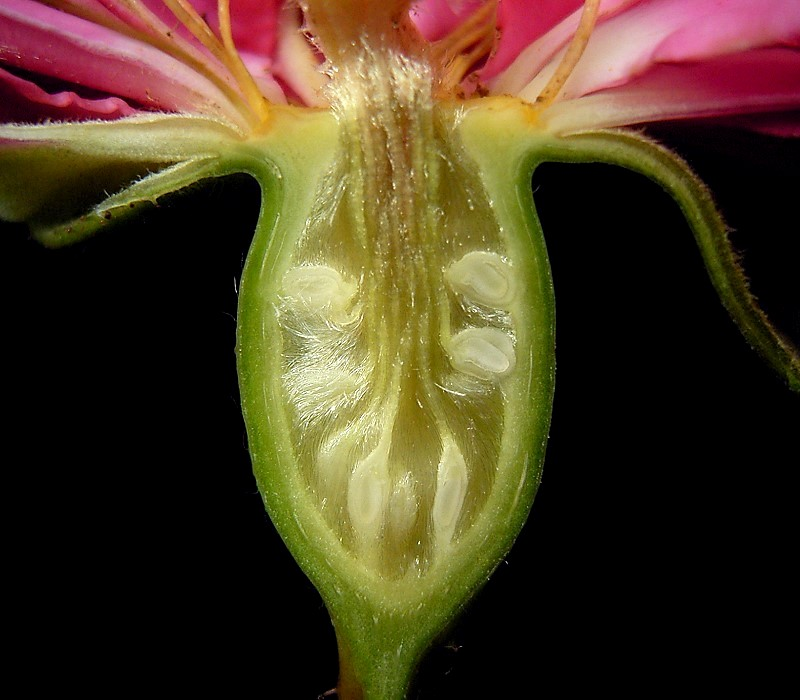
Tall d'una rosa (flor epigínea) on s'aprecia l'hipant envoltant els ovaris. Externament podria semblar un sol ovari. Aquest hipant formarà el fals fruit de la rosa.

Hipant (del llatí hypanthium, i aquest del grec ύπό [hipo], «sota», i άνθος [antos], «flor») és el receptacle còncau de les flors amb ovari ínfer sobre el qual aparentment neixen el calze, la corol·la i els estams. Gairebé sempre està format per la fusió de les bases dels verticilis florals inferiors —sèpals, pètals i androceu (estams)— entre si.
La seva presència és un caràcter de diagnòstic en moltes famílies, incloent a les rosàcies, grossulariàcies i lleguminoses.
En alguns casos pot ser tan profund que fa semblar a la flor com si tingués un únic ovari ínfer. La seva formació es produeix a partir del receptacle acopat, com el pseudofruit o cinòrrodon de la rosa, format per engrandiment del receptacle cupular que porta en el seu interior als aquenis.
A vegades és anomenat erròniament «tub calicí». En el gènere Eucalyptus aquesta estructura és comunament coneguda com a «úter de goma».